# Adolf Mkenda
Adolf Faustine Mkenda (nascido em 1963 em Rombo, Kilimanjaro), é o Ministro da Agricultura da Tanzânia. Ele é professor associado de Economia na Universidade de Dar es Salaam e um político que actualmente serve como membro do Parlamento do Partido da Revolução pelo círculo eleitoral de Rombo desde novembro de 2020.

## Carreira política
Após as eleições gerais na Tanzânia de 2020, Mkenda foi nomeado Ministro da Agricultura tanto no 5º governo da Tanzânia como no 6º governo da Tanzânia. Antes desta nomeação, serviu em várias funções como Secretário Permanente do Ministério dos Recursos Naturais e Turismo (2019-2020), Secretário Permanente do Ministério dos Negócios Estrangeiros e Cooperação da África Oriental (2018-2019) e Secretário Permanente do Ministério da Indústria, Comércio e Investimento (2017-2018).